# Адам Казимир Чорторийський
Адам Казимир Йоахім Амброзій Марек Чорторийський (пол. Adam Kazimierz Ambroży Marek Czartoryski; 1 грудня 1734, Ґданьськ — 19 березня 1823, Сенява) — князь, військовий та державний діяч Речі Посполитої. Генеральний подільський, калуський староста. Син останньої представниці роду Сенявських — Марії Софії.

## Біографія
Син останньої представниці роду Сенявських — Марії Софії — та її другого чоловіка, князя Августа Олександра Чорторийського.
Здобув чудову освіту: спочатку його навчав французький дипломат Кастері, навчався з 1752 року в Дрездені, Італії, Брюсселі, його домашнім вчителем тоді був екс-єзуїт Монет, з яким він там перебував півтора року. 1755-го виїхав до Відня, щоб зацікавити Австрію справами Польщі. 1757 року виїхав для подальшого навчання в Англії. Повернувшись із навчання до рідного краю, був обраний 1758 року від Руського воєводства послом до Сейму. Цього року отримав від батька посаду — генерального подільського старости, урочисто почав виконувати обов'язки з 1762. Амбітний батько послав сина у 1759 до Санкт-Петербургу, аби забезпечити підтримку російського уряду.
У 1760, 1762 роках знову був обраний послом від Руського воєводства до Сейму, здобув тоді популярність серед шляхти більшу, ніж його кузен Понятовський. Коли Катерина ІІ розглядала його як майбутнього претендента на польську корону, від відмовився на користь Понятовського.
Під час безкоролів'я став маршалком організованої у Судовій Вишні 6 лютого 1764 року конфедерації Руського воєводства. Його одностайно обрали маршалком конвокаційного сейму 1764 року.
У 1765 році опікувався кадетським корпусом. Намагався запрошувати до школи іноземних вчителів, займався укомплектуванням бібліотеки. Того ж року спільно з Ігнацієм Красицьким та Францішеком Богомолцем заснував часовис «Монітор». Завдяки Чорторийському в 1770 році в кадетському корпусі був відкритий аматорський театр.
Під час Наполеонівських війн був прихильником відновлення Речі Посполитої. Був маршалком Надзвичайного сейму 26-28 червня 1812 року, що відбувся у Варшаві. Обраний маршалком Генеральної конфедерації Королівства Польщі.
До маєтностей Чорторийського належало 25 міст та 459 сіл. Вартість маєтків перед смертю становила близько 50 млн золотих, борги — близько 25 млн.

## Творчість
У 1770 році завершив велике дослідження, присвячене театру. Тут А. К. Чорторийський надав теоретичне обґрунтування необхідності при запозичені інтриги із західноєвропейської драми, надавати темі, характерам і конфлікту чисто польський колорит, вводячи польську морально-побутову та суспільно-політичну проблематику. Написав для театру кілька комедій: «Панна на виданні», «Кава», «Грач».